# Tricimba sexsetosa
Tricimba sexsetosa är en tvåvingeart som beskrevs av Curtis W. Sabrosky 1979. Tricimba sexsetosa ingår i släktet Tricimba och familjen fritflugor. Inga underarter finns listade i Catalogue of Life.